# Бер Данс (Монтана)
Бер Данс (енгл. Bear Dance) насељено је место без административног статуса у америчкој савезној држави Монтана.

## Демографија
По попису из 2010. године број становника је 275.
| Група             | 2000.    | 2010.       |
| Белци             | 0 (0,0%) | 251 (91,3%) |
| Афроамериканци    | 0 (0,0%) | 0 (0,0%)    |
| Азијати           | 0 (0,0%) | 0 (0,0%)    |
| Хиспаноамериканци | 0 (0,0%) | 21 (7,6%)   |
| Укупно            | 0        | 275         |